# Dirk Bruhn
Dirk Bruhn (* 16. März 1972 in Demmin) ist ein deutscher Politiker (Die Linke). Er ist seit 2023 Abgeordneter im Landtag Mecklenburg-Vorpommern.

## Leben
Bruhn wuchs zunächst in Siedenbrünzow auf. Von 1978 bis 1982 besuchte er die Schule bei der Botschaft der DDR in den Niederlanden, weil seine Eltern dort tätig waren. Von 1982 bis 1988 besuchte er die Polytechnische Oberschule in Demmin. Von 1988 bis 1991 absolvierte er eine Ausbildung Facharbeiter für Tierproduktion in Jürgenstorf und legte das Abitur ab. Von 1991 bis 1992 folgte eine Ausbildung zum Landwirt. Von 1991 bis 2017 betrieb er gemeinsam mit seinen Eltern einen Landwirtschaftsbetrieb in Siedenbrünzow. Von 1995 bis 1996 folgte die Meisterausbildung als Landwirt. Von 2001 bis 2005 studierte er Agrarökologie an der Universität Rostock. Er schloss das Studium mit dem Bachelor ab. Von 2016 bis zu seinem Einzug in den Landtag 2023 war er Wahlkreismitarbeiter der Landtagsabgeordneten Jeannine Rösler.
2018 wurde bei Bruhn die Parkinson-Krankheit diagnostiziert.

## Politik
Bruhn ist Mitglied der Linkspartei. Seit 2014 ist er ehrenamtlicher Bürgermeister der Gemeinde Siedenbrünzow.
Bei der Landtagswahl in Mecklenburg-Vorpommern 2021 kandidierte Bruhn für seine Partei im Landtagswahlkreis Mecklenburgische Seenplatte I – Vorpommern-Greifswald I und auf Platz zwölf der Landesliste, verfehlte jedoch zunächst den Einzug in den Landtag. Am 1. Februar 2023 rückte er für Eva-Maria Kröger, die zur Oberbürgermeisterin von Rostock gewählt worden war, in den Landtag nach.